# Paul Weatherwax
Paul Weatherwax (* 8. Juli 1900 in Sturgis, Michigan; † 13. September 1960 in West Hollywood, Kalifornien) war ein US-amerikanischer Filmeditor, der zweimal den Oscar für den besten Schnitt gewann.

## Leben
Weatherwax begann seine Laufbahn als Editor in der Filmwirtschaft Hollywoods 1928 bei dem Film Flying Romeos und wirkte bis zu seinem Tod am Schnitt von fast 100 Filmen mit.
Bei der Oscarverleihung 1949 gewann er seinen ersten Oscar für den besten Schnitt, und zwar für Stadt ohne Maske (1948) von Jules Dassin mit Barry Fitzgerald, Don Taylor und Howard Duff in den Hauptrollen.
Einen weiteren Oscar in dieser Kategorie erhielt er 1957 zusammen mit Gene Ruggiero für den nach dem Roman Reise um die Erde in 80 Tagen von Jules Verne entstandenen Monumentalfilm In 80 Tagen um die Welt (1956) der Regisseure Michael Anderson und John Farrow mit David Niven, Cantinflas und Shirley MacLaine.

## Filmografie (Auswahl)
- 1928: Flying Romeos
- 1928: Mädel sei lieb (Happiness Ahead)
- 1930: The Arizona Kid
- 1931: Body and Soul
- 1933: Broadway Bad
- 1933: The Power and the Glory
- 1934: Die letzte Patrouille (The Lost Patrol)
- 1934: Das Leben geht weiter (The World Moves On)
- 1934: Judge Priest
- 1935: It’s a Great Life
- 1936: Eine Prinzessin für Amerika (The Princess comes Across)
- 1937: Waikiki Wedding
- 1937: Ein Mordsschwindel (True Confession)
- 1938: Du und ich (You and Me)
- 1938: The Arkansas Traveler
- 1939: Herrscher der Meere (Rulers of the Sea)
- 1940: The Howards of Virginia
- 1940: Der Weg nach Singapur (Road to Singapore)
- 1941: Der Drache wider Willen (The Reluctant Dragon)
- 1941: Birth of the Blues
- 1942: The Fleet’s In
- 1945: Der Vagabund von Texas (Along Came Jones)
- 1948: Stadt ohne Maske (The Naked City)
- 1948: Startbahn ins Glück (You Gotta Stay Happy)
- 1950: Vendetta
- 1950: Krach mit der Kompanie (At War with the Army)
- 1951: Gangster unter sich (Behave Yourself!)
- 1951: Dem Satan singt man keine Lieder (The Prowler)
- 1952: Gier nach Gold (The Raiders)
- 1953: Frauen in der Nacht (Girls in the Night)
- 1953: Gefahr aus dem Weltall (It Came from Outer Space)
- 1953: Der Prinz von Bagdad (The Veils of Bagdad)
- 1953: Auf verlorenem Posten (The Lone Hand)
- 1955: Der Schläger von Chicago (The Square Jungle)
- 1956: In 80 Tagen um die Welt (Around the World in Eighty Days)
- 1959: Der Fischer von Galiläa (The Big Fisherman)
- 1961: Ein Fleck in der Sonne (A Raisin in the Sun)

## Auszeichnungen
- 1949: Oscar für den besten Schnitt
- 1957: Oscar für den besten Schnitt